# Sutton (Virginie-Occidentale)
Pour les articles homonymes, voir Sutton.
La ville de Sutton est le siège du comté de Braxton, dans l’État de Virginie-Occidentale, aux États-Unis. Sa population s’élevait à 994 habitants lors du recensement de 2010, estimée à 1 012 habitants en 2018.

## Toponymie
D'abord appelée Newville, la localité prend le nom de Suttonsville en 1826, en l'honneur de John Davidson Sutton. Son nom est raccourci en Sutton en 1837.

## Presse
Le journal local est le Braxton Citizens’ News.

## Dans la culture populaire
Sutton est mentionnée dans « Le Duel », un épisode de Prison Break.